# Manfred Maurenbrecher

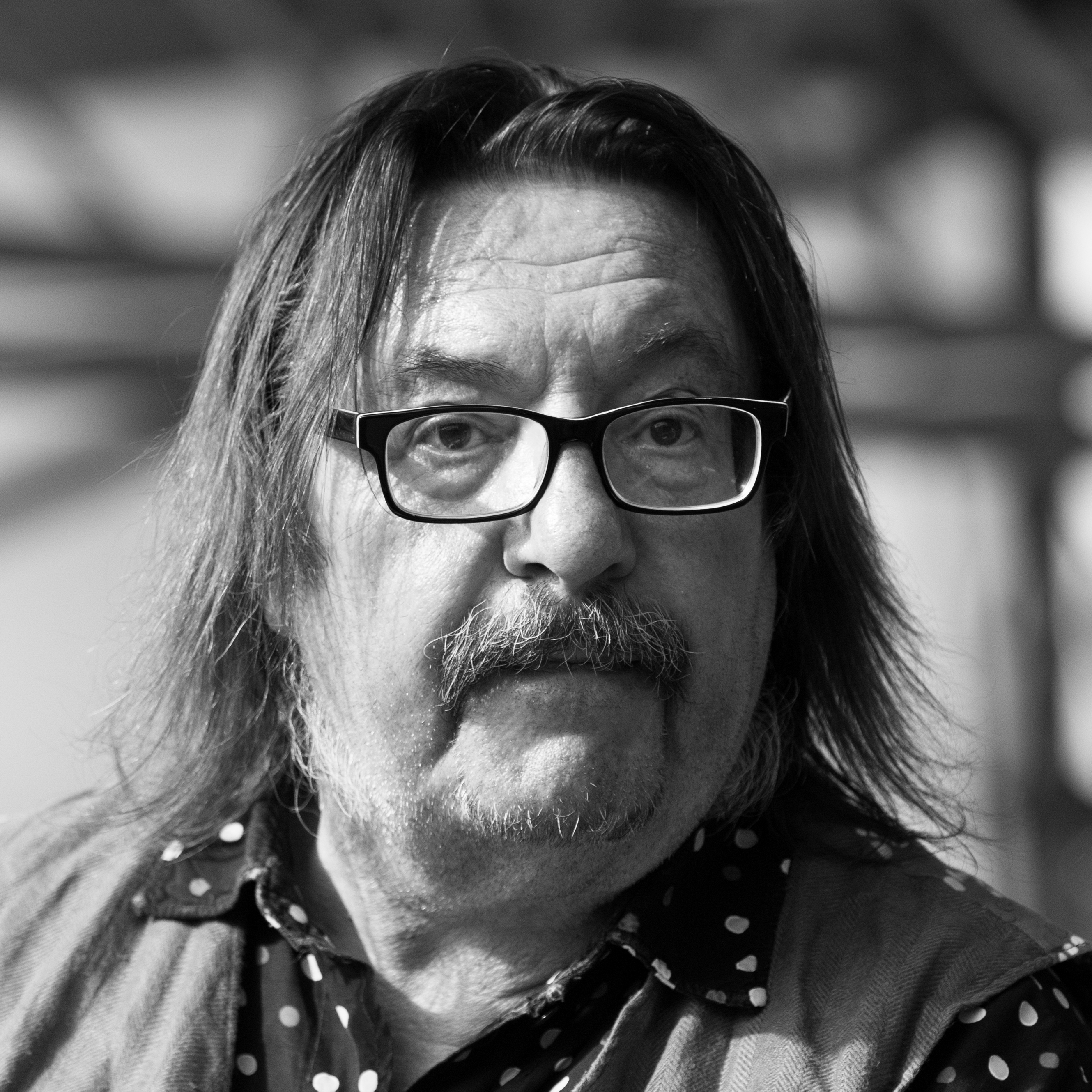
Manfred Maurenbrecher beim Rudolstadt-Festival, 2014

Manfred Maurenbrecher (* 2. Mai 1950 in Berlin) ist ein deutscher Liedermacher und Schriftsteller sowie promovierter Germanist. Er ist ein Urenkel des Historikers Wilhelm Maurenbrecher und ein Enkel des Schauspielers Otto Maurenbrecher.

## Leben
In seiner Jugend spielten Klavierunterricht, eine Vorliebe für Gedichte, Leonard Cohen, Bob Dylan und Franz-Josef Degenhardt eine Rolle. Sein Germanistikstudium an der FU Berlin finanzierte er wesentlich selbst, unter anderem als Bus-Reiseleiter. 1977 war er Mitgründer der Musikgruppe Trotz & Träume, die 1979 eine LP veröffentlichte. 1979/1980 zog er sich fünf Monate zu einem Studienaufenthalt auf die Insel Kreta zurück, um seine Doktorarbeit zu schreiben. Diese trägt den Titel Subjekt und Körper. Eine Studie zur Kulturkritik im Aufbau der Werke Hans Henny Jahnns, dargestellt an frühen Texten. Sein damaliges Hobby, Lieder zu komponieren und zu texten, wurde zu seinem Beruf, insbesondere nachdem Herwig Mitteregger 1982 von seinem Auftritt begeistert war und Zusammenarbeit für ein professionelles, abendfüllendes Soloprogramm und eine Plattenaufnahme anbot. Ein Höhepunkt jener Jahre war Maurenbrechers Auftritt im Rahmen der WDR-Fernsehreihe Rockpalast in der Markthalle Hamburg am 25. Februar 1985. Als zwischendurch mal die Zuhörerzahlen schwanden, eroberte er sich ein neues, jüngeres Publikum in der Berliner Lesebühnen-Szene.
Maurenbrecher ist seit 1989 verheiratet, hat einen Sohn und lebt in Berlin (in der Künstlerkolonie Wilmersdorf) und in einem Dorf nahe der Oder.

## Werk
Maurenbrecher veröffentlichte mehr als zwanzig LPs bzw. CDs unter eigenem Namen, drei CDs als Teil von Mittwochsfazit und eine LP mit der Gruppe Trotz & Träume. Er sieht sich selbst als „Geschichtenerzähler am Klavier“ und „Kulturschaffenden“ und angesichts seiner sonstigen Karrieren eben nicht als bloßen Liedermacher.
Maurenbrecher schrieb Liedtexte unter anderem für Spliff, Herman van Veen, Renan Demirkan, Veronika Fischer, Ulla Meinecke („Hafencafé“) und Katja Ebstein.
Rundfunkfeatures produzierte er unter anderem für RIAS Berlin, NDR, WDR und DLF. Die Sendung „Unterhaltung am Wochenende“ von WDR5 wurde jahrelang unter anderem von Maurenbrecher moderiert.
Ab 1995 verfasste er Drehbücher zu Folgen der Serie Cobra 11 (RTL). Von 1997 bis 2002 arbeitete Maurenbrecher als regelmäßiger Autor für die Ohrenweide (WDR 5). 2000 schrieb er die Rheinfels-Saga und Die Burg der 1000 Jahre – Dramen-Skripte zu zwei Theaterstücken für den Kultursommer Rheinland-Pfalz (Gesamtleitung Richard Wester). Zwei Romane und etliche Kurzgeschichten hat er ebenfalls veröffentlicht.
Anlässlich seines 60. Geburtstages erschien die Tribute-3-CD-Box Maurenbrecher für alle – eine Hommage in 62 Liedern, auf der namhafte Musiker-Weggefährten und -Kollegen jeweils einen Song aus seiner Feder interpretieren.
Im März 2020 kam sein 25. Album, Inneres Ausland heraus. Daraus wurde das Lied „Jetzt auf einmal geht’s“ mit dem Platz eins der Liederbestenliste im Mai 2020 ausgezeichnet.

## Politik und gesellschaftliches Engagement
Seit 2003 ist Manfred Maurenbrecher Mitglied des PEN-Zentrums Deutschland. Bei der Bundestagswahl 2009 rief Maurenbrecher öffentlich zur Wahl der Partei Die Linke auf. Am 26. Februar 2011 unterstützte er durch einen Gastauftritt in Erfurt die „Tour der 1000 Brücken“ von Heinz Ratz, mit der auf die Situation von Flüchtlingen in Deutschland aufmerksam gemacht werden soll.

## Wichtige Tourneen und Programme

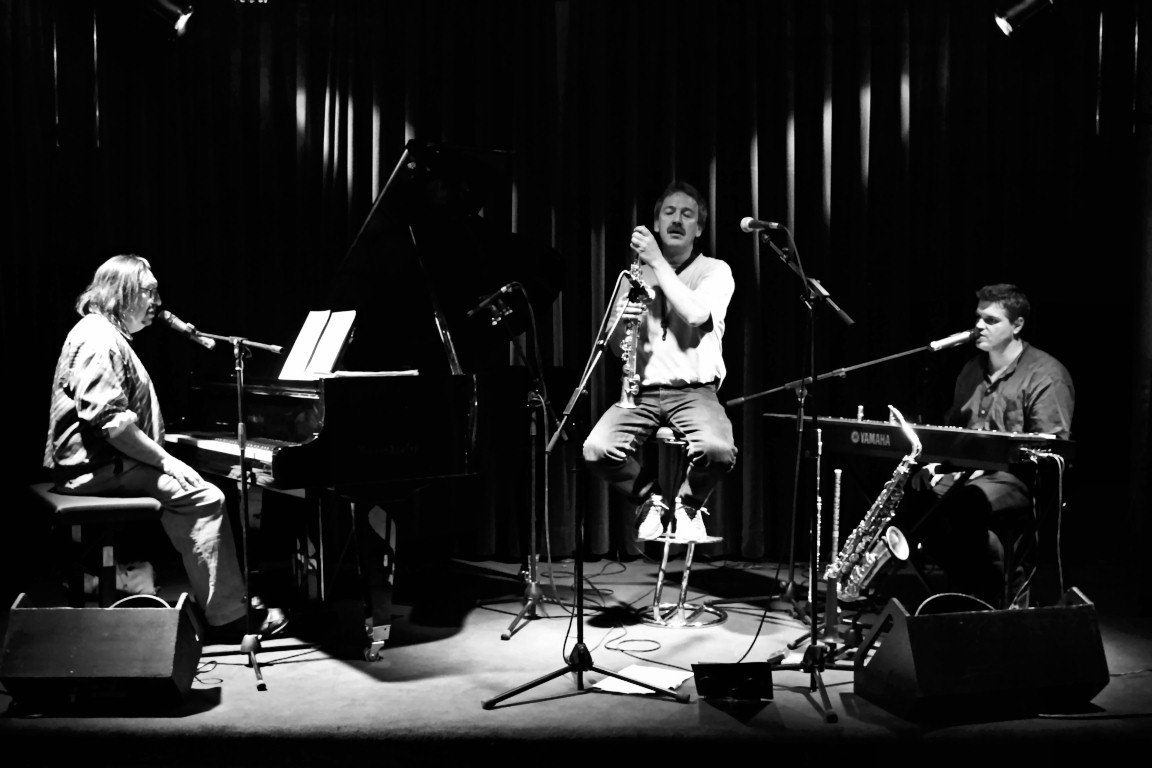
Randy-Newman-Projekt (2006)

- 1987: Tournee mit Thommie Bayer und Richard Wester: „Drei Männer im Schnee“
- 1989–1992: Tourneen mit Richard Wester: „Das Duo“
- 1992: Ost-West-Programm „Doppelkopp“ mit Gundermann & Seilschaft
- 1992: Soloprogramm „Freiheit ist ein Augenblick“
- 1994: Soloprogramm „Küsse und Kakerlaken“
- 1994: Mitglied der „Reformbühne Heim & Welt“
- Seit 1996: Regelmäßiges Mittwochsfazit (Lesekabarett) in Berlin mit Horst Evers und Bov Bjerg
- 1997: Soloprogramm „LieblingsSpiele“ und Zusammenarbeit mit der Berliner Band „PULS“
- 2002: Soloprogramm „Gegengift“
- 2002: Tournee „Nacht der Lieder“ mit Nanette Scriba, Richard Wester und Pablo Ardouin
- 2005: Soloprogramm „Ende der Nacht“
- 2006: Das Randy-Newman-Projekt (George Nussbaumer, Richard Wester, Manfred Maurenbrecher)
- 2007: Soloprogramm „Glück“
- 2016: Klagen ist für Toren (Schuberts Winterreise, mit Marco Ponce Kärgel)
- 2017: Soloprogramm und mit Band „flüchtig“

## Alben
- 1982: LP MaurenBrecher (CBS)
- 1983: LP Feueralarm (CBS)
- 1985: LP/CD Viel zu schön (CBS)
- 1986: LP Schneller leben (CBS)
- 1989: LP/CD Nichts wird sein wie vorher (CBS)
- 1991: CD Das Duo live (mit Richard Wester, Monopol)
- 1996: CD Kakerlaken (Bellaphon)
- 1997: CD Pflichtgefühl gegen Unbekannt (CD-Sampler mit 18 Liedern von 1983–1991)
- 1997: CD LieblingsSpiele (Bellaphon)
- 1999: CD Weisse  Glut (mit PULS, Richard Wester, Horst Evers und Bov Bjerg. Conträr-Musik / Indigo)
- 2001: CD Mittwochsfazit (Live-Mitschnitt mit Horst Evers und Bov Bjerg, Silberblick-Musik)
- 2001: CD Hey Du – Nö! (Studioaufnahme mit Richard Wester, Conträr-Musik/Indigo)
- 2002: CD Gegengift (pur am Flügel, Lamu-Musik)
- 2002: CD Mittwochsfazit II (Live-Mitschnitt mit Horst Evers und Bov Bjerg, Silberblick-Musik)
- 2004: CD Ende der Nacht (Lamu-Musik)
- 2005: CD Mittwochsfazit – Geile Teile – Bäckereifachverkäuferinnen packen aus (Live-Mitschnitte und Studioaufnahmen mit Horst Evers und Bov Bjerg und andere, Silberblick-Musik)
- 2006: CD Die Lichtenberger Texte – Überholen ohne einzuholen (Silberblick-Musik)
- 2007: CD Glück (Reptiphon)
- 2009: CD Hoffnung für alle (Doppel-CD) (Reptiphon)
- 2011: CD wallbreaker (solo live) (Doppel-CD) (Reptiphon)
- 2013: CD No Go (Reptiphon)
- 2014: CD Klagen ist für Toren … eine Winterreise (mit Marco Ponce Kärgel) (Reptiphon)
- 2015: CD Rotes Tuch (Reptiphon)
- 2017: CD flüchtig (Reptiphon)
- 2020: CD Inneres Ausland (Reptiphon)
- 2022: Box Die CBS – Jahre CD-Box mit den ersten 5 Alben plus Bonus-Disc „Lose Enden“ (Reptiphon)
- 2023: CD Menschen machen Fehler (Reptiphon)
- 2025: CD Vielleicht vielleichter, zwölf Lieder (Reptiphon)

## Texte (Auswahl)
- 1989: Fast so was wie Liebe (Roman, rororo)
- 1990: Tür zu. Stimmen! (Textsammlung, A-verbal-Verlag)
- 2000: Ballade vom kleinen Doppelleben (Textsammlung, Nora-Verlag)
- 2008: Ich bin nicht da (Roman, Verlag: House of the Poets)
- 2013: Das Lügenlied vom Glück. Erinnerungen. (zusammen mit Veronika Fischer) Heyne, München 2013, ISBN 978-3-453-20026-5.
- 2016: Künstlerkolonie Wilmersdorf. be.bra Verlag Berlin, ISBN 978-3-89809-128-2.
- 2018: Der Lichtenberger. Jahrestexte von 2001–2018. ISBN 978-3-947106-18-9.
- 2019: Grünmantel. Roman. be.bra Verlag Berlin, ISBN 978-3-86124-725-8.
- 2021: Der Rest ist Mut. Vom Liedermachen in den Achtzigern. Autobiografie der 1980er Jahre, Bebra Verlag, Berlin 2021, ISBN 978-3-86124-744-9.[1]

## Auszeichnungen und Ehrungen
- 1991: Deutscher Kleinkunstpreis
- 1998: Liederpreis 1998 der Liederbestenliste für das Lied Wessi
- 2000: Preisträger des „Goldener Schoppen 2000 – Kleinkunstgral“ Berlin
- 2002: Deutscher Kabarettpreis (Programmpreis) für „Mittwochsfazit“
- 2005: Preis der Deutschen Schallplattenkritik für die CD Ende der Nacht
- 2007: Liederbestenliste: CD Glück Platte des Monates November
- 2010: Liederpreis 2010 der Liederbestenliste für das Lied Hoffnung für alle
- 2010: Dreifach-CD Maurenbrecher für alle, 62 Coverversionen unter anderem von Veronika Fischer, Reinhard Mey, Hannes Wader und Konstantin Wecker anlässlich des 60. Geburtstages und 30-jährigen Bühnenjubiläums
- 2013: Preis der Deutschen Schallplattenkritik für No Go
- 2015: Preis der Deutschen Schallplattenkritik für Rotes Tuch
- 2016: Liederpreis der Liederbestenliste für Kiewer Runde